# 397 aC
El 397 aC va ser un any del calendari romà prejulià. En aquell temps, era conegut com a any del tribunat de Jul, Regil·lensis, Medul·lí i Maluginense (o, més rarament, any 357 ab urbe condita). L'ús del nom «397 aC» per referir-se a aquest any es remunta a l'alta edat mitjana, quan el sistema Anno Domini va ser el mètode de numeració dels anys més comú a Europa.

## Esdeveniments

### Grècia
- Les ciutats jòniques van enviar ambaixadors a Esparta aconsellant un atac a Cària per assegurar la independència de les ciutats gregues. Els èfors van ordenar a Dercil·lides d'atacar a Tissafernes i Farnabazos, militars perses, però els dos generals perses van unir les seves forces. Abans de cap enfrontament es van establir negociacions on Dercil·lides va exigir la independència de les ciutats gregues i els sàtrapes la retirada dels espartans. Es va signar una treva provisional a l'espera de la decisió del rei de Pèrsia.[2][3]
- Conspiració de Cinadó. Va conspirar contra el rei Agesilau II d'Esparta, pel que sembla perquè volia crear una societat més igualitària eliminant els alts càrrecs. Xenofont descriu amb detall els funestos presagis que van aparèixer quan el rei Agesilau feia sacrificis.[4]

### Sicília
- Dionisi el Vell, tirà de Siracusa, ja era prou fort per fer la guerra a Cartago. Tenia centenars de naus, trirrems, i a més quadrirrems i quinquerrems, mai vistos fins aleshores. Els cartaginesos, que sortien d'una terrible pesta, no estaven preparats. Els grecs de Gela, Acragant i Hímera, ciutats tributàries de Cartago segons el tractat de l'any 405 aC, es van aliar amb Dionisi i també els sículs i sicans de l'interior, ferms aliats de Cartago fins al moment, es van passar al seu bàndol.[5]
- Dionisi el Vell va atacar la ciutat de Mòtia i la va assetjar. Els pobladors de Mòtia van destruir el pas artificial que l'unia al continent, i Dionisi va haver de construir-ne un de nou. Després de guanyar les muralles i les torres amb les catapultes, els habitants van resistir carrer per carrer i casa per casa; els que van sobreviure i no es van poder escapar, van morir executats per Dionisi com a càstig. El mateix Dionisi va nomenar Biton governador de la ciutat, i va encarregar al seu germà Leptines que transformés la ciutat en la base de la flota siracusana.[6]
- Setge de Segesta. Dionisi el Vell va tornar a assetjar Segesta, on havia deixat un destacament, ja que el setge de l'any anterior (398 aC) no havia sortit bé. Les tropes de la ciutat van aconseguir arribar de nit fins al campament grec sense ser detectades i hi van calar foc. Van morir pocs homes però es van cremar tots els cavalls, una pèrdua molt important ja que l'exèrcit cartaginès s'aproximava a la ciutat. Per segon cop, Dionisi es va veure obligat a aixecar el setge i recular. Himilcó i el seu exèrcit va recuperar la ciutat d'Erix i Mòtia.[7]
- * Batalla de Catana. Un enfrontament naval que va tenir lloc a l'estiu a la costa de Sicília. La flota grega sota el comandament de Leptines de Siracusa (germà de Dionís el Vell) va topar amb la flota púnica de Magó, davant la costa de Catània. Els cartaginesos van derrotar la flota grega i aquest fet va propiciar el setge a Siracusa, que els cartaginesos van iniciar a la fi d'aquell mateix any.[8]

### Roma
- Aquest any, a Roma s'elegeixen quatre tribuns amb potestat consular: Luci Juli Jul, Aulus Postumi Albí Regil·lensis, Luci Furi Medul·lí i Publi Corneli Maluginense. Luci Juli Jul i Postumi Albí Regil·lense van sorprendre als habitants de Tarquínia que venien de saquejar el territori romà, els van vèncer i van recuperar el botí.[9]